# Wohnanlage Kantstraße
Die Wohnanlage Kantstraße der Baugenossenschaft zu Radebeul ist eine genossenschaftliche Siedlung aus den 1920er Jahren, entworfen von dem Architekten Max Czopka. Sie liegt in der Gemarkung Radebeul der sächsischen Stadt Radebeul.

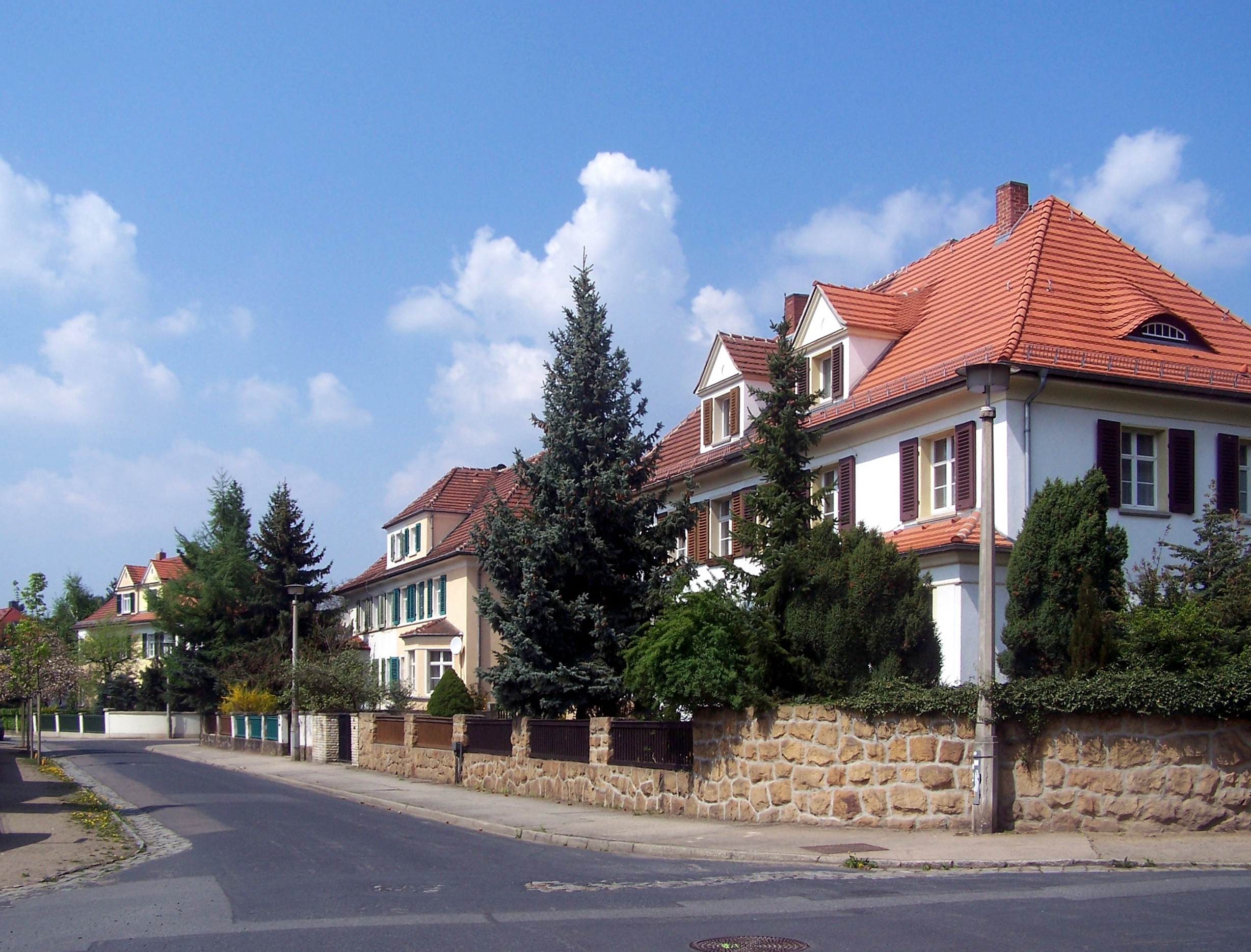
Wohnanlage Kantstraße: Schillerstraße 16, 14, 12

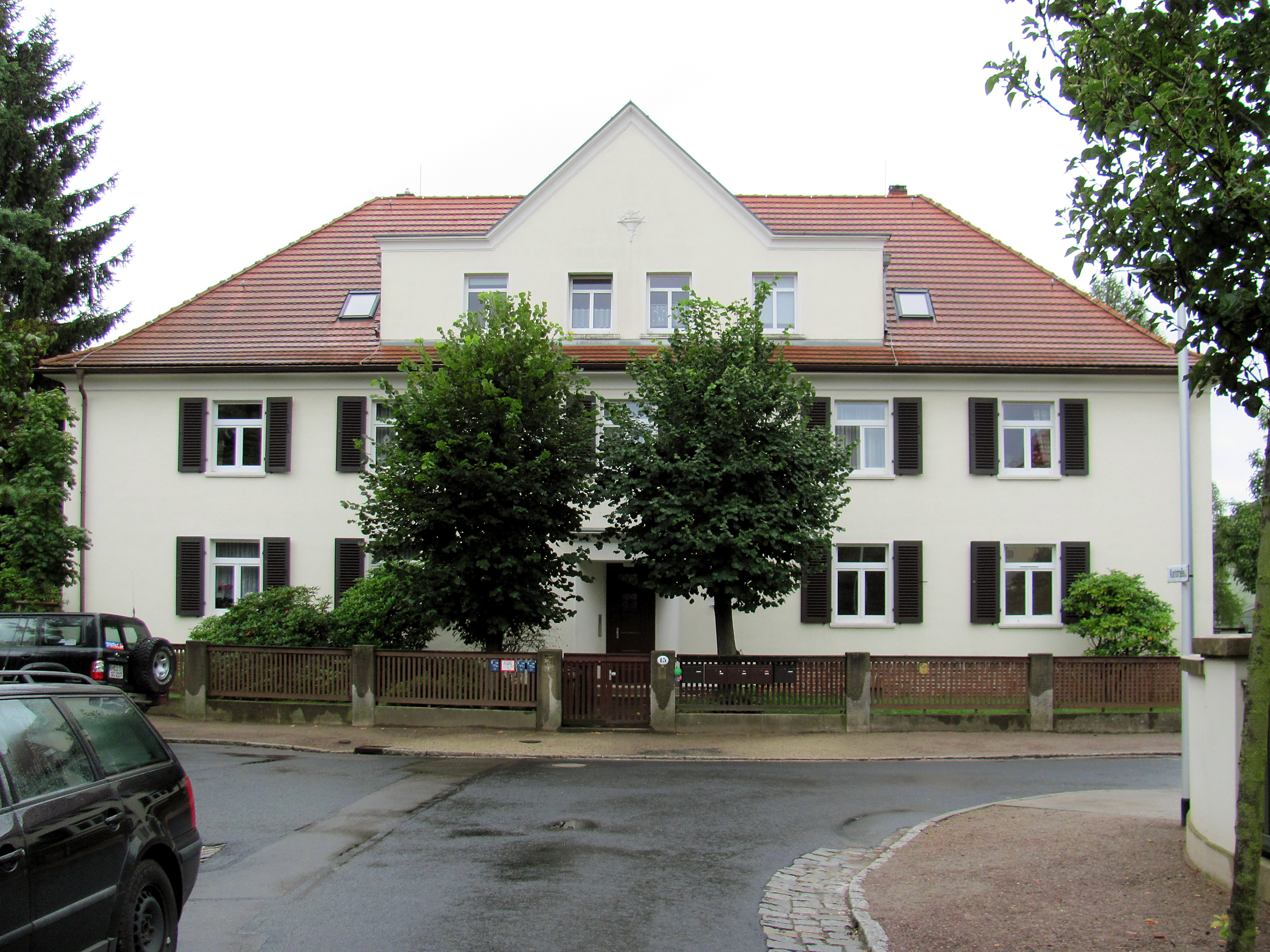

Die von der Siedlung jeweils mit ihrer Einfriedung je Einzeladresse unter Denkmalschutz stehenden Mehrfamilienhäuser haben die Adressen Kantstraße 1/Schillerstraße 14, Kantstraße 2/Schillerstraße 12, Kantstraße 19 und 20. Die beiden letzteren liegen an den Ecken zur Goethestraße.
Auch das Fünffamilienhaus Schillerstraße 15 gehört dazu, in dem Czopka ab 1928 sein Atelier betrieb.
Kantstraße 19 (Modernisierung 2015) und 20 (Sanierung 1997) sowie Schillerstraße 15 (Sanierung 1997) gehören heute zur Gemeinnützigen Wohnungsbaugenossenschaft Radebeul e. G.

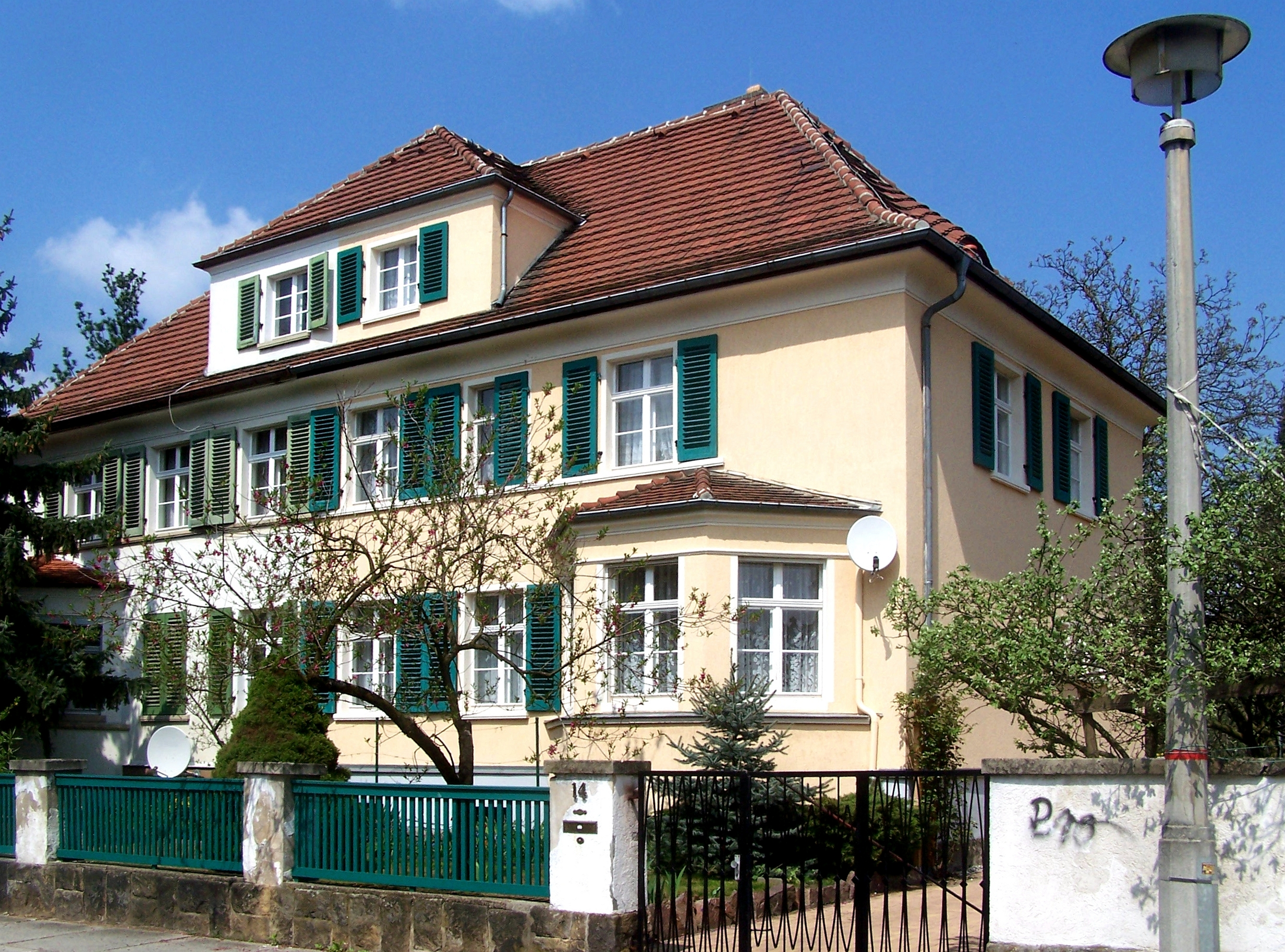
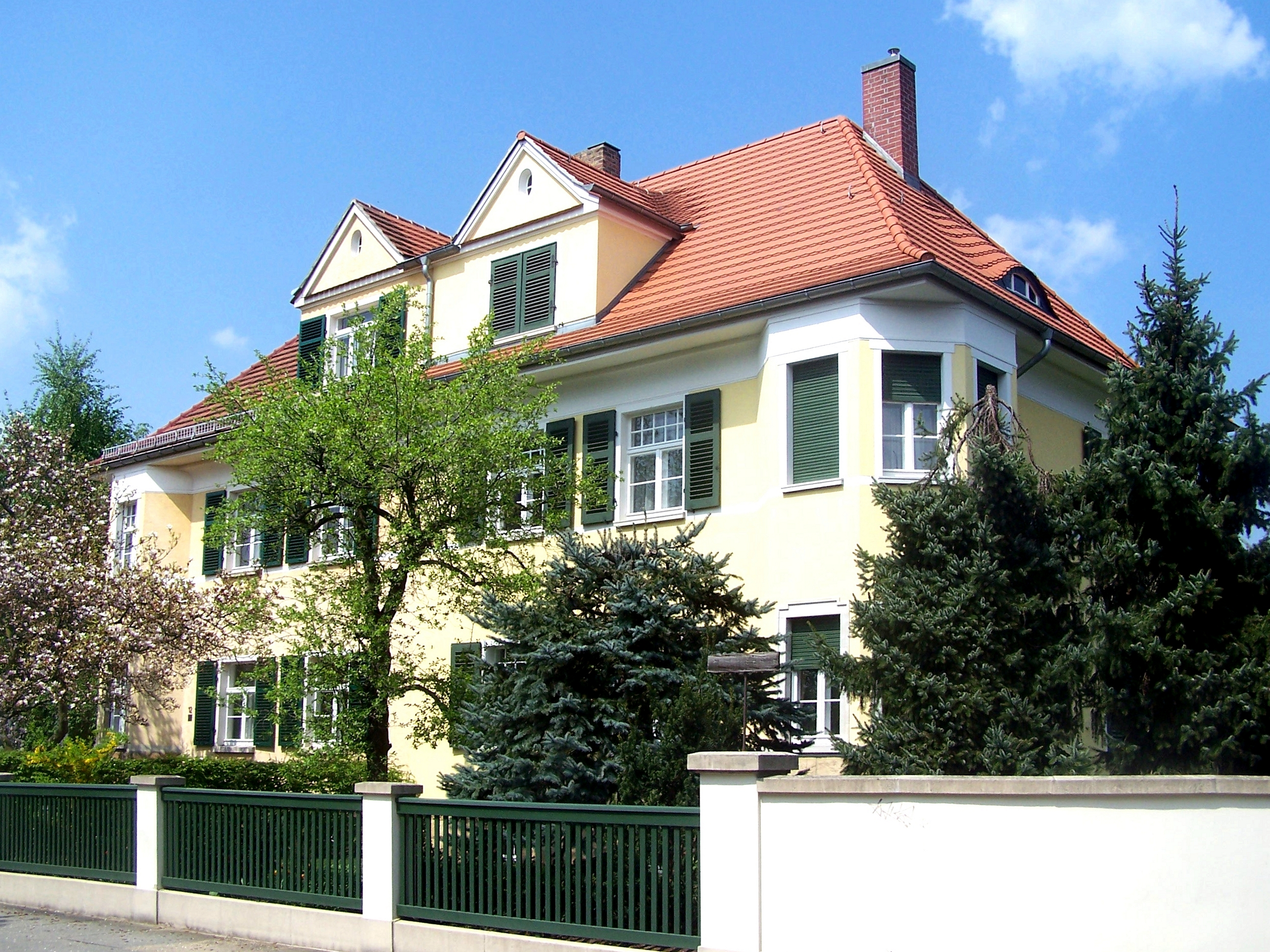
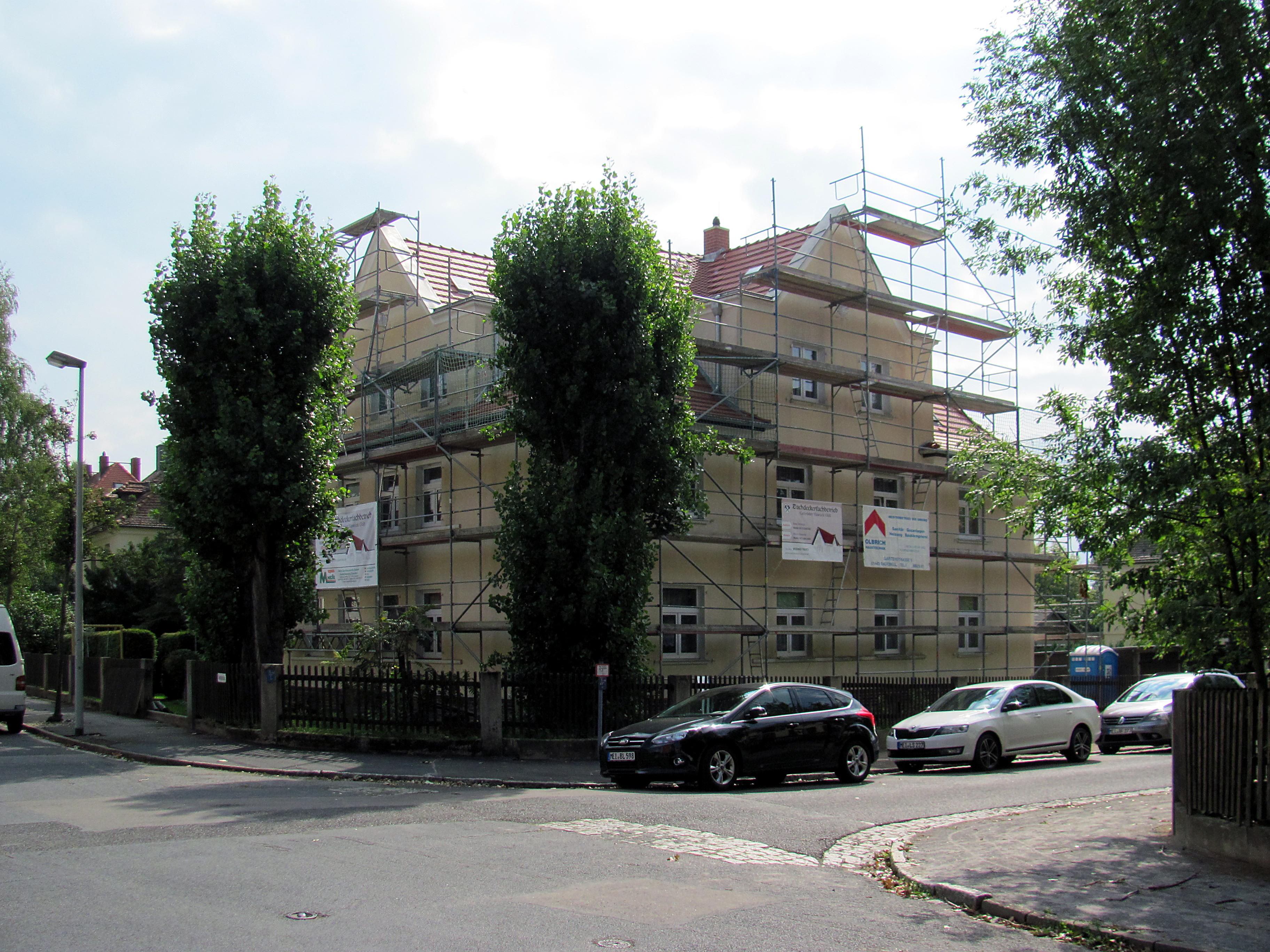
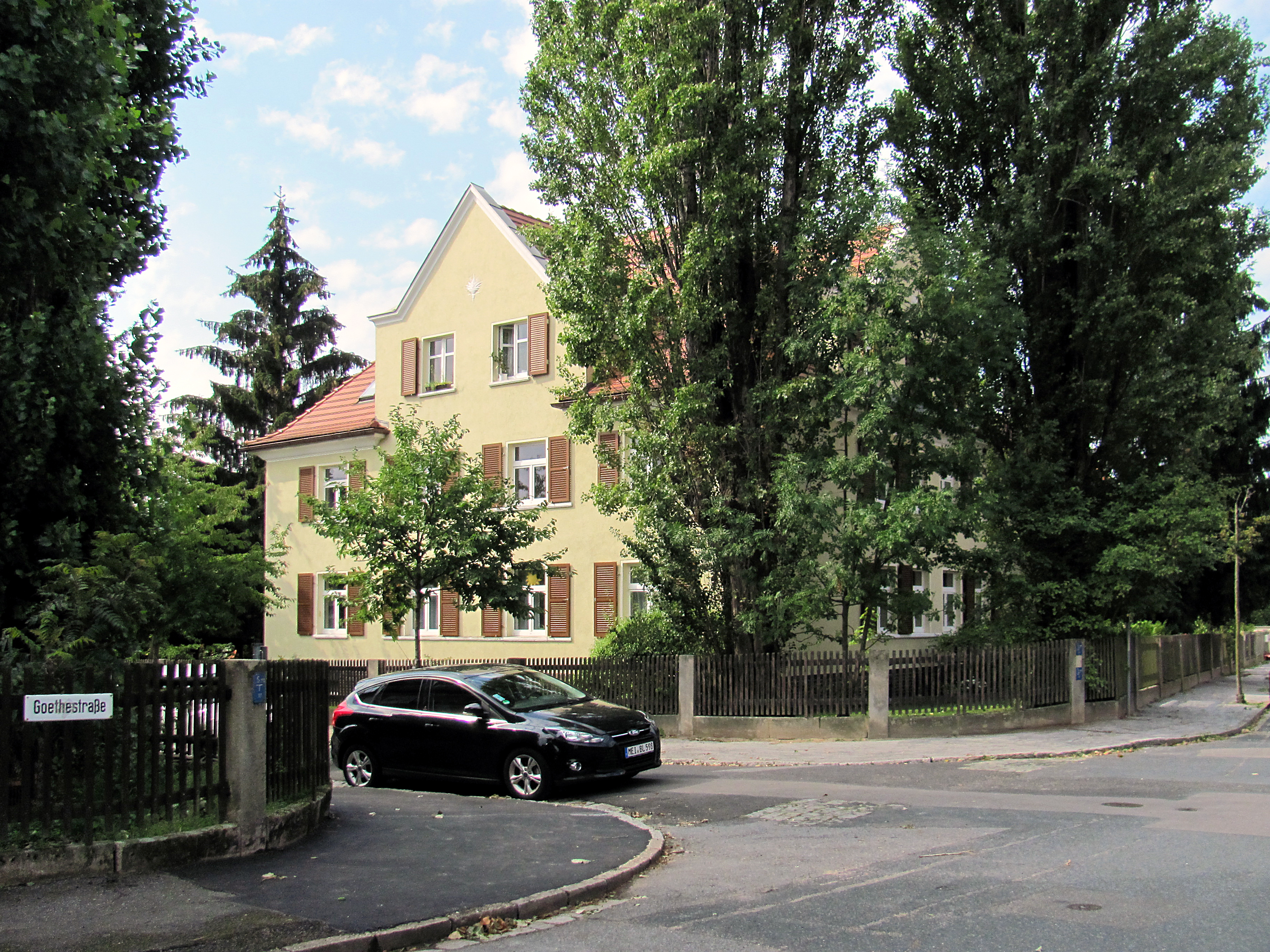

- Schillerstraße 14 / Kantstraße 1
- Schillerstraße 12 / Kantstraße 2
- Kantstraße 19
- Kantstraße 20